# Années 1850
Les années 1850 couvrent la période de 1850 à 1859.

## Événements
- 1848-1856 : ruée vers l'or en Californie[1].
- 1850 :  compromis qui règle la question de l'esclavage dans les territoires acquis sur le Mexique par les États-Unis[1].
- 1850-1870 : très forte croissance économique mondiale des années 1850[2].
- 1850-1855 : expédition d’Heinrich Barth à travers le Sahara et le Sahel[3].
- 1851 :
  - établissements de relations entre le royaume du Dahomey (Bénin) et la France. Le roi Ghézo reconnait la souveraineté française sur le port de Ouidah[4].
  - ruée vers l'or en Australie. La population passe de 400 000 habitants en 1850 à 1,7 million en 1871[5].
- 1851-1864 : la révolte des Taiping provoque la mort de 20 à 30 millions de personnes en Chine[6].
- 1852 : raids des Maasaï dans les plaines du Pangani ; en 1855 et 1857 ils lancent deux assauts contre la région de Mombasa sur la côte kényane, attaquent les Kamba, les Mijikenda, les Oromo et menacent Mombasa[7].
- 1852-1870 : second Empire en France[8].
- 1853-1856 : guerre de Crimée[8].
- 1853-1869 : Bakumatsu ; le Japon met fin à sa politique isolationniste (sakoku)[9].
- 1854-1857 : le chef Toucouleur El Hadj Omar Tall, basé au Fouta-Djalon, reçoit des armes à feu de trafiquants britanniques de Sierra Leone[10]. Il déclare la guerre sainte pour fonder un empire tidjaniste. Il occupe sans difficulté les territoires du Mandingue et du Bambouk, puis attaque le royaume Bambara de Karrta des Massassi (1855) mais se heurte à Médine à une garnison française (1857)[11].
- 1854-1856 : l'explorateur britannique David Livingstone réussit la traversée de l'Afrique centrale d'est en ouest de Luanda à Quélimane et découvre les chutes Victoria[12].
- 1854-1861 : le Sénégal devient avec le gouverneur Louis Léon César Faidherbe la base de l'expansion française en Afrique occidentale[13].

- 1855-1858 : troisième guerre séminole[14].
- 1856-1860 : seconde guerre de l'opium. Le traité de Tianjin oblige la Chine à ouvrir onze ports au commerce extérieur et à accepter l'installation de légations étrangères à Pékin[15].
- 1856-1900 : invasions Zerma dans le Gurunsi ; utilisés comme mercenaires par les Dagomba-Mamprusi du nord du Ghana actuel pour razzier les pays Gurunsi (1856) les Zerma s'installent en territoire Gurunsi sous la conduite de leurs chefs Alfa Hano (1857-1862), Gazari (1863-1872) et Babatu (1872-1900)[16].
- 1857 :
  - krach boursier à New-York[17].
  - Algérie : campagne de Kabylie[18]. Consolidation de la colonisation française avec des opérations militaires visant à soumettre le sud et la Kabylie, l'acquisition des terres, l'organisation administrative à la suite de la création de départements (1848) ou de bureaux arabes militaires (1844)[19].
- 1857-1859 : révolte des cipayes contre le Raj britannique en Inde[20].
- 1857-1858 : les explorateurs britanniques Burton et Speke atteignent le lac Tanganyika ; au retour, Speke explore le lac Victoria[21].
- 1858-1868 : au Basutoland (Lesotho actuel), la lutte des tribus Basotho contre les colons  Boers de l’Orange continue[22].
- 1858-1874 : règne d’Ali, sultan du Ouaddaï[23]. Prospérité de l’axe commercial entre la Cyrénaïque et le Ouaddaï, avec la contribution de la confrérie des Senousis. Abéché devient un terminus important des pistes caravanières et le lieu de passage obligé des pèlerins du Soudan occidental et central vers la Mecque. Ali installe de force dans sa capitale des milliers d’artisans prélevés dans les régions soumises et ouvre le pays aux marchands de la vallée du Nil.
- 1859 : formation de la Roumanie  (Principautés unies de Moldavie et de Valachie)[8].
- 1859-1860 : seconde phase du Risorgimento conclue par la proclamation du royaume d'Italie en 1861[8].

## Personnages significatifs
- Camillo Cavour
- Napoléon III